# Westböhmisches Theater
Das Westböhmische Theater (tschechisch Západočeské divadlo) ist ein Theater in der tschechischen Stadt Cheb.

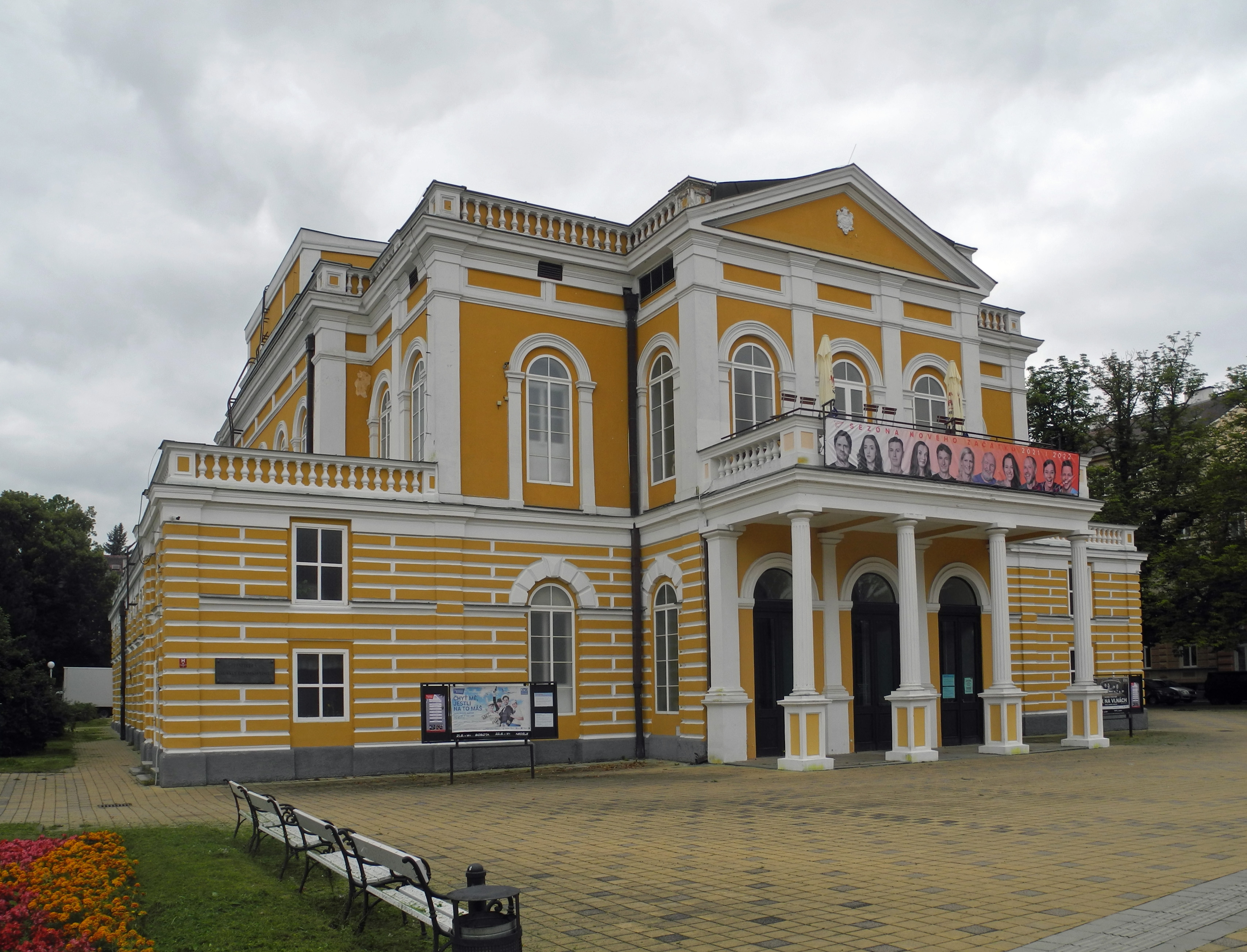
Stadttheater Eger

## Theatergeschichte
Schon für 1442 ist ein Egerer Fronleichnamsspiel belegt. Aufführungen fanden am Rolandsbrunnen am alten Rathaus statt, damit die Ratsherren mit ihren Familien die Aufführung bequem vom Fenster des Rathauses aus verfolgen konnten. Aber auch der Saal des alten Rathauses, ein Raum im Egerer Schloss und private Bürgerhäuser wurden für Theater genutzt.
Als erste professionelle Schauspieltruppe trat 1755 die Hoftruppe aus dem Sachsen-Hildburghausen auf. Das kulturelle Leben der Stadt wurde auch durch eine Puppenspielerszene bereichert.
Nun sollte auch ein fester Theatersaal eingerichtet werden, wofür die Familie Vetterle einen geeigneten Raum zur Verfügung stellte, der von 1760 bis 1787 genutzt wurde. Danach zog das Theater in den renovierten Redoutensaal im hinteren Flügel des alten Rathauses. Der Redoutensaal sollte ab Mitte des 19. Jahrhunderts jedoch als Gerichtssaal dienen. Deshalb wurde der südwestliche Teil des äußeren Obertores 1850–1851 als 'Kommediantenstall' für Theaterzwecke umgebaut. Dieser Saal reichte bald nicht mehr aus und es wurden Stimmen laut, die den Bau eines neuen Gebäudes forderten. Bürgermeister Anton Julius Gschier gelang es, ein Grundstück hinter dem ehemaligen Klarissenkloster zu erwerben. Die Stadt beauftragte Vinzenz Pröckl mit der Planung, und der endgültige Entwurf wurde 1872 beschlossen. Die feierliche Eröffnung der Bühne fiel auf den 3. Oktober 1874, wobei die Dramen Wallensteins Lager und Wallensteins Tod von Schiller gegeben wurden. Seit seiner Gründung trug es den deutschen Namen Stadttheater, in tschechischer Übersetzung  Městské divadlo.
Der Erste Weltkrieg unterbrach den Theaterbetrieb, erst ab 1919 wurde wieder Theater auf Deutsch gespielt. Das örtliche Theaterensemble führte in den 1920er Jahren Dramen und Operetten auf, während Opern von auswärtigen Ensembles gespielt wurden. 1924 wurde der Zuschauerraum umgebaut, zwei Jahre später wurden neue zweistöckige Flügel an den Seiten des Gebäudes errichtet.
Mit dem Erstarken Hitlerdeutschlands verschärfte sich die Situation auch in den angrenzenden Sudetengebieten. Intendant Anton Kohl richtete das Egerer Theater schon in der Spielzeit 1935–1936 voll nach der nationalsozialistischen Ideologie aus. Die Subventionen des Reiches reichten aber nicht aus, um das hohe finanzielle Defizit zu decken, das durch den rapiden Rückgang der Besucherzahlen entstanden war, so dass 1936–1937 der gesamte Theaterbetrieb eingestellt werden musste. In den Jahren 1942–1943 wurde das Egerer Theater mit dem von Franzensbad vereinigt. Das Vereinigte Stadttheater Eger - Franzensbad spielte seine letzte Vorstellung am 31. August 1944.
Deutsche und ausländische Fliegerangriffe verursachten Beschädigungen. Das Gebäude blieb im Besitz der nunmehr tschechisierten Stadt Cheb. Das Theater wurde in den folgenden Jahren wieder instand gesetzt. Nach einem verheerenden Brand im April 1997, musste die Innenausstattung erneuert werden.

## Bauwerk
Der Theaterbau ist ein freistehendes Gebäude, das den Divadelní-Platzes in der Nähe des historischen Stadtkerns dominiert. Das in Nord-Süd-Richtung ausgerichtete Gebäude hat einen unregelmäßig-rechteckigen Grundriss. Die ursprüngliche fünfachsige Vorderfront wird durch einjochige, eingeschossige Anbauten an den Seiten ergänzt. Der zentrale Teil der Fassade wird durch einen weit ausladenden Mittelrisalit mit einem vorspringenden Balkon über vier Säulen auf hohen Sockeln betont. Der Mittelrisalit ist mit einem dreieckigen Giebel und einer blinden Balustradenbrüstung abgeschlossen. Das Erdgeschoss und das erste Obergeschoss sind entlang des gesamten Umfangs mit einer bandförmigen Rustika bedeckt. Unter dem bekrönenden Gesims wurde ein Fries verwendet, der aus länglichen Feldern besteht, die an der Unterseite durch ein horizontal geführtes Band begrenzt sind. Die späteren Seitenanbauten enden mit einer blinden Balustradenbrüstung. Die Zuschauer gelangen durch einen Durchgang zwischen den Säulen zu den Haupteingängen, die in halbrunden, profilierten Gesimsen enden. Das halbkreisförmige Motiv wiederholt sich auch bei den Fensteröffnungen an den Seiten des Mittelrisalits und im ersten Obergeschoss. Die Spitzbögen sind im Erdgeschoss durch Rustizierungen betont. Die Fenster im Obergeschoss werden von Pilastern flankiert.

## Nachweise
- West Bohemia Theatre in Cheb. In: theatre-architecture.eu. Abgerufen am 2. April 2024.